# Стојан Мутикаша (роман)
Стојан Мутикаша је роман српског књижевника Светозара Ћоровића, објављен 1907. године у Мостару за Издавачку књижарницу Пахера и Кисића. Данас се сматра класиком српске књижевности и говори о тврдичлуку и екранизован је два пута као филм Стојан Мутикаша 1954. године, и као тв серија Поробџије за ТВ Сарајево 1976. године. Главног јунака Стојана је у филму глумио Душан Јанићијевић, а у серији Драган Јовичић.

## Радња романа
Сиромашни дечак Стојан долази са села у град Мостар, да буде шегрт код богатог трговца Симе, у доба Аустроугарске, крајем деветнаестог века. Како одраста он поприма најгоре особине свог газде, тврдичлук, себичност, сујету, и постаје као и свој газда, наслеђује га, али успут губи себе, пријатеље, породицу и љубав.